# Uvatypie
Die Uvatypie ist eine Methode zur Herstellung farbiger Diapositive und Farbabzüge. Sie stellt eine Form der Beizvirage und des Auswasch-Reliefs dar.
Das Verfahren wurde von Arthur Traube entwickelt und 1916 veröffentlicht. Er gründete 1918 die Firma Uvachrom AG in München, um die Uvatypie wirtschaftlich auszuwerten. Nach der Zerstörung der Fabrikationsräume im Zweiten Weltkrieg wurde das Verfahren nicht wieder aufgenommen.